# Trattinnickia
Trattinnickia es un género  de plantas  perteneciente a la familia Burseraceae. Comprende 23 especies descritas y de estas, solo 11 aceptadas.

## Taxonomía
El género fue descrito por Carl Ludwig Willdenow y publicado en Species Plantarum. Editio quarta 4(2): 975. 1806. La especie tipo es: Trattinnickia rhoifolia Willd.

## Especies aceptadas
A continuación se brinda un listado de las especies del género Trattinnickia aceptadas hasta octubre de 2013, ordenadas alfabéticamente. Para cada una se indica el nombre binomial seguido del autor, abreviado según las convenciones y usos.
- Trattinnickia aspera (Standl.) Swart
- Trattinnickia boliviana (Swart) Daly
- Trattinnickia burserifolia Mart.
- Trattinnickia ferruginea Kuhlm.
- Trattinnickia glaziovii Swart
- Trattinnickia lancifolia (Cuatrec.) D.C. Daly
- Trattinnickia lawrancei Standl.
- Trattinnickia laxiflora Swart
- Trattinnickia panamensis Standl. & L.O. Williams
- Trattinnickia peruviana Loes.
- Trattinnickia rhoifolia Willd.